# William G. Weaver

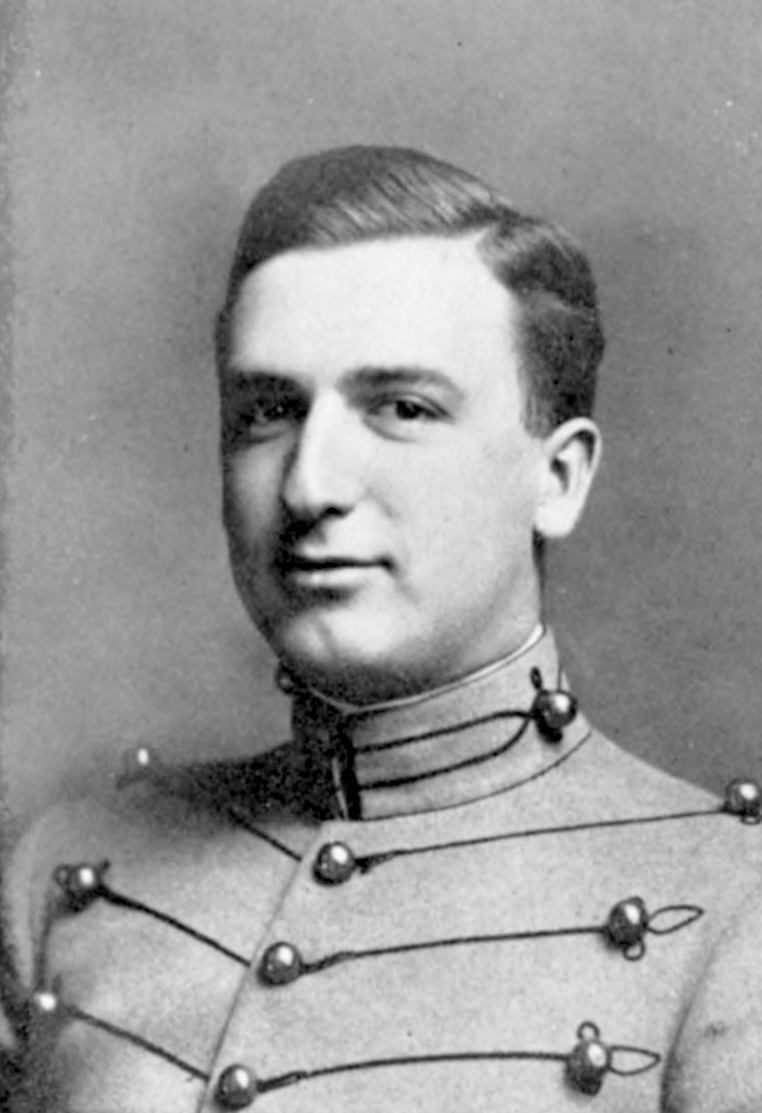
William Gaulbert Weaver (1912)

William Gaulbert Weaver (* 24. November 1888 in Louisville, Jefferson County, Kentucky; † 25. November 1970) war ein Generalmajor der United States Army. Er war unter anderem Kommandeur der 8. Infanteriedivision.

## Leben
In den Jahren 1908 bis 1912 durchlief William Weaver die United States Military Academy in West Point. Nach seiner Graduation wurde er als Leutnant in das Offizierskorps des US-Heeres aufgenommen. In der Armee durchlief er anschließend alle Offiziersränge vom Leutnant bis zum Zwei-Sterne-General.
In seinen jüngeren Jahren absolvierte er den für Offiziere in den niederen Rangstufen üblichen Dienst in verschiedenen Einheiten und Standorten. Während des Ersten Weltkriegs war er mit den American Expeditionary Forces in Frankreich eingesetzt. Dort diente er in einem Maschinengewehrbataillon des 7. Infanterieregiments, die beide unter dem Kommando der 3. Infanteriedivision standen. Dabei war er in schwere Gefechte verwickelt. Für seinen damaligen Einsatz wurde er mit mehreren Orden ausgezeichnet.
In den 1920er und zu Beginn der 1930er Jahre absolvierte er den für Offiziere in den entsprechenden Rangstufen üblichen Dienst in verschiedenen Einheiten und Standorten. Am 1. August 1935 wurde er zum Oberstleutnant befördert. Damals gehörte er der Stabsabteilung G4 (Logistik) bei der 2nd Corps Area an. Diese Position hatte er zwischen dem 25. Mai 1935 und dem 31. Mai 1936 inne. Danach gehörte er bis Juni 1937 als Heeresoffizier dem Stab des 2. Korps des Civilian Conservation Corps an (Deputy Chief of Staff for Civil Conservation Corps, 2nd Corps).
Zwischen Juli 1937 und April 1941 war Weaver Dozent für Militärwissenschaft und Taktik an der University of Wisconsin. Danach kommandierte er bis zum Dezember 1941 das Infantry Replacement Training Center in Camp Roberts in Kalifornien. Nach dem amerikanischen Eintritt in den Zweiten Weltkrieg erhielt er das Kommando über das 30. Infanterieregiment, das er zwischen Dezember 1941 und Juli 1942 innehatte. Daran schloss sich bis September 1942 das Kommando über die Einheit 3rd Detachment der 2nd Army Troops an.
Zwischen September 1942 und Juli 1944 war Weaver Stabschef des für den Nachschub zum europäischen Kriegsschauplatz zuständigen Kommandos (Chief of Staff, Services of Supply, European Theater of Operations). Gleichzeitig war er stellvertretender Kommandeur dieses Commands. Daran schloss sich eine Versetzung zum Stab der 90. Infanteriedivision an, mit der er von Frankreich aus in Richtung der deutschen Grenze vorstieß. Er war dabei in schwere Kämpfe verwickelt und wurde erneut mit dem Distinguished Service Cross ausgezeichnet. Weaver hatte diesen Posten bei der 90. Infanteriedivision zwischen Juli und November 1944 inne.
Anschließend erhielt er das Kommando über die 8. Infanteriedivision, das er zwischen Dezember 1944 und Februar 1945, mit einer kurzen Unterbrechung von 6 Tagen im Januar 1945, innehatte. Auch diese Division war im Nordwesten Europas im Einsatz und kämpfte sich allmählich nach Deutschland vor. Nach einer zwischenzeitlich anderen Verwendung schied William Weaver am 28. Februar 1946 aus dem aktiven Militärdienst aus.
Er starb am 25. November 1970.

## Orden und Auszeichnungen
William Weaver erhielt im Lauf seiner militärischen Laufbahn unter anderem folgende Auszeichnungen:
- Distinguished Service Cross
- Army Distinguished Service Medal
- Silver Star
- Legion of Merit